# São Borja (kommun)
São Borja är en kommun i Brasilien.   Den ligger i delstaten Rio Grande do Sul, i den södra delen av landet, 1 700 km sydväst om huvudstaden Brasília. Antalet invånare är 61 662.
Följande samhällen finns i São Borja:
- São Borja

Omgivningarna runt São Borja är en mosaik av jordbruksmark och naturlig växtlighet. Runt São Borja är det ganska glesbefolkat, med 21 invånare per kvadratkilometer.